# 索科利夫卡 (瓦西里基夫區)
49°54′33″N 30°12′14″E / 49.90917°N 30.20389°E
索科利夫卡（烏克蘭語：Соколівка）是位於烏克蘭北部的村莊，由基辅州白采爾克瓦區的赫雷賓基市鎮負責管轄。該村始建於1710年，面積2.63平方公里，海拔高度178米，2001年人口489，人口密度每平方公里185.9人。